# Арсений (Минин)
Иеромонах Арсений (в миру Александр Иванович Минин; 1823, Тверская губерния — 17 ноября 1879) — православный духовный писатель, издатель, и редактор; иеромонах русского Пантелеймонова монастыря на Афоне.

## Биография
Александр Иванович Минин родился в обеспеченной купеческой семье в августе месяце 1823 года в Новоторжском уезде, Тверской губернии.
Образование получил в Мамадышском уездном училище и начал службу с управляющего по откупам у Базилевского в Санкт-Петербурге, а во время досуга занимался преимущественно изучением различных наук.
В 1840-х годах он перешёл работать бухгалтером на золотые прииски в город Енисейск.
В конце августа 1857 года отправился на Афон и поступил в число послушников Пантелеимонов монастырь (Афон). Пройдя различные послушания, Александр Иванович Минин 6 марта 1859 года был пострижен в монашество с именем Арсений.
8 июня 1861 года рукоположён в иеродиакона и 11 июня — в иеромонаха.
28 августа 1862 года он отправился для сбора пожертвований на монастырь в долгое путешествие по Российской империи со священными частицами Животворящего Древа, камня Гроба Господня, мощей Святого Пантелеймона и других угодников и с чудотворною иконою Тихвинской Божией Матери.

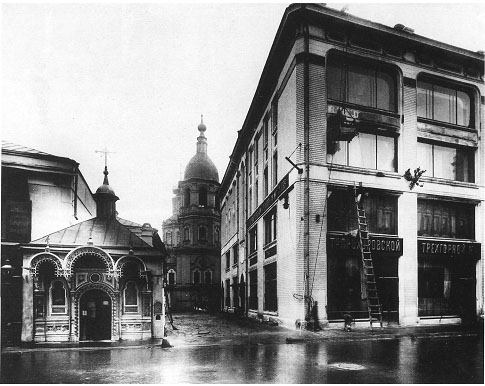
Афонская часовня в Москве
(вид с Никольской улицы в начале XX века)

С 1867 года привезённая с Афона святыня пребывала в городе Москве в Богоявленском монастыре, а в 1870 году там была построена Афонская часовня (после октябрьского переворота и прихода к власти большевиков, часовня была закрыта, а в 1929 году осквернена и разграблена коммунистами-безбожниками; сейчас на этом месте торговые ряды).
В том же году отец Арсений совершил паломничество в Иерусалим.
В конце XIX — начале XX века на страницах Русского биографического словаря А. А. Половцова деятельность Арсения Минина была описана следующими словами:

«Отправляя в Москве службу при Афонской часовне, отец Арсений был в то же время выдающимся общественным деятелем, апостолом бескорыстной, чистой любви, проповедующим её и устным словом, и чрез печать, и при помощи разнообразных дел благотворения. Сколько прошло чрез его руки пожертвований на Афон, в различные благотворительные общества, членом которых он состоял, в Японию, на Алтай, на постройку отдельных церквей и проч.; сколько он издал назидательных книжек для удовлетворения духовных нужд своих близких…»

В 1873 году Арсений просил дозволения возвратиться обратно на Афон, но афонские старцы поручили ему найти на Кавказе место для устройства иноческой обители. Плодом его поисков стала Ново-Афонская Симоно-Кананитская обитель в Абхазии, близ города Сухуми. В 1875 году он получил разрешение на устройство там обители, а уже через год, при помощи благотворителей, устроил там церковь, келии и духовное училище для мальчиков, с целью преподавания Слова Божия среди местных язычников и мусульман. Во время русско-турецкой войны всё это было разорено турецкими вандалами, но вскоре, трудами благочестивых христиан было вновь восстановлено.
В своих заботах об устройстве новой обители, отец Арсений не забывал и о московской часовне. Постоянно разъезжая по России, он был неутомим в своей деятельности. Арсений, в числе прочего основал и успел издать несколько выпусков христианской газеты «Душеполезные размышления»; это печатное издание продолжалось и некоторое время после его смерти.
Вследствие тяжёлой болезни Арсений Минин скончался 17 ноября 1879 года и был похоронен в Ново-Алексеевском монастыре.

## Сочинения
- «Описание знамений и исцелений, благодатию Божиею бывших в разных местах в 1863—1866 гг. от святых мощей и части Животворящего Древа Господня, принесённых со св. Афонской горы из русского Пантелеймонова монастыря», «Вера». Москва 1868 год.
- «Единое на потребу». Mск., 1868 год;
- «Беседа о молитве». M. 1866 год;
- «Маргарит, или избранные душеспасительные изречения, руководящие к вечному блаженству, с присовокуплением некоторых бесед, относящихся исключительно к женским обителям». Там же, 1876 г.;
- «Цветник духовный, в двух книгах»;
- «Напоминание православным христианам о повиновении властям, выписанное из священного писания»;
- «Путеводитель в святый град Иерусалим, к Гробу Господню и прочим святым местам Востока и на Синай, с воспоминанием страстей Христовых и прочих знаменательных событий, совершившихся на святых местах». Киев, 1872 год,;
- «Описание Афонской часовни и находящихся в ней священных икон». Москва 1878 год.;
- «Путь ко спасению» (заповеди Господни, 6 изд., Мск, 1880);
- «Вразумление заблудшим» (5 изд., Москва, 1881);
- «Указание пути в царствие небесное» (изд. 3, там же, 1881);
- «О загробной жизни» (издание 8, ib., 1887);
- «Душеполезные размышления» (христианское православное издание);
- Беседы православного христианина с молоканами. Часть 1. О храме. — 1889;
- Беседы православного христианина с молоканами. Часть 2. О священных иконах. — 1888.

После смерти Арсения были также изданы:
- «Письма в Бозе почившего афонского старца иеромонаха Арсения к разным лицам, с добавлением мыслей и заметок о разных предметах веры и нравственности» (3 вып., Москва, 1883, 1890 и 1897);
- «Краткие мысли и заметки в Бозе почившего афонского старца иеромонаха Арсения» (там же, 1894).